# والدو ماتشادو
والدو ماتشادو (بالبرتغالية: Waldo Machado‏) هو لاعب كرة قدم ومدرب كرة قدم برازيلي في مركز الهجوم، ولد في 9 سبتمبر 1934 في نيتيروي في البرازيل، وتوفي في 25 فبراير 2019 في Burjassot ‏ في إسبانيا بسبب مرض آلزهايمر. شارك مع منتخب البرازيل لكرة القدم. أما مع النوادي، فقد لعب مع نادي إيركوليس ونادي فالنسيا ونادي فلومينينسي.

## وصلات خارجية
- والدو ماتشادو على موقع قاعدة بيانات كرة القدم.إي يو (الإنجليزية)
- والدو ماتشادو على موقع ناشيونال فوتبول تيمز (الإنجليزية)
- والدو ماتشادو على موقع عالم كرة القدم.نت (الإنجليزية)